# Венецуела на Зимским олимпијским играма 1998.
Венецуела је дебитовала на Зимским олимпијским играма 1998. у Нагану. Представљала ју је једна такмичарка која се такмичила у   санкању.
Велецуела на овим играма није освојила медаљу.
Заставу Венецуеле на свечаном отварању и затварању Игара 1998. носила је једина венецулеанска такмичарка Iginia Boccalandro.

## Санкање
Жене
| Такмичар | Дисциплина  | 1. вожња | 1. вожња | 2. вожња | 2. вожња | 3. вожња | 3. вожња | 4 вожња | 4 вожња | Укупно   | Укупно    | Укупно       |
| Такмичар | Дисциплина  | Време    | Пласман  | Време    | Пласман  | Време    | Пласман  | Време   | Пласман | Укупно   | Заостатак | Пласман      |
| -------- | ----------- | -------- | -------- | -------- | -------- | -------- | -------- | ------- | ------- | -------- | --------- | ------------ |
|          | појединачно | 54,232   | 28       | 53,962   | 28       | 54,133   | 29       | 56,990  | 28      | 3:39,317 | + 15,538  | 28 / 29 (29) |